# Tobias Bech
Tobias Bech, né le 19 février 2002 à Møldrup au Danemark, est un footballeur danois qui évolue au poste d'ailier droit à l'AGF Aarhus.

## Biographie

### Viborg FF
Né à Møldrup au Danemark, Tobias Bech est formé par le Viborg FF. Souvent surclassé dans les équipes de jeunes en raison notamment de sa taille et de sa puissance, il signe son premier contrat à seulement 15 ans, le 19 février 2017, jour de son anniversaire. Alors qu'il évolue avec les U17 il se fait remarquer en août 2017, à encore 15 ans, en réalisant un triplé.
Le 11 mars 2018, Tobias Bech joue son premier match en professionnel, lors d'une rencontre de deuxième division danoise contre le Brabrand IF. Il entre en jeu à la place de Christian Moses (en) et les deux équipes se neutralisent (0-0). Avec cette apparition à l'âge de 16 ans, Bech devient le plus jeune joueur de l'histoire de la deuxième division danoise et le plus jeune joueur à disputer un match pour le Viborg FF en professionnel.
Il participe à la montée du club en première division, le Viborg FF étant sacré champion de deuxième division à l'issue de la saison 2020-2021.
Bech joue son premier match de Superliga, l'élite du football danois, le 18 juillet 2021, à l'occasion de la première journée de la saison 2021-2022, contre le FC Nordsjælland. Il est titularisé, puis remplacé par Justin Lonwijk à l'heure de jeu, et son équipe s'impose par deux buts à un.

### FC Ingolstadt 04
Le 5 août 2022, Tobias Bech quitte le Viborg FF pour joindre l'Allemagne et le FC Ingolstadt 04. Il signe un contrat de trois ans.

### AGF Aarhus
Lors de l'été 2023, Tobias Bech fait son retour au Danemark après un an au FC Ingolstadt. Il s'engage en faveur de l'AGF Aarhus le 23 juin 2023. Il signe un contrat de cinq ans, soit jusqu'en juin 2028,.
Il se fait remarquer en marquant son premier but dès son premier match pour le club, le 23 juillet 2023, lors de la première journée de la saison 2023-2024, face au Vejle BK. Titularisé ce jour-là, il donne la victoire à son équipe en étant l'unique buteur de la partie.

### En sélection
Tobias Bech représente l'équipe du Danemark des moins de 19 ans pour deux matchs joués en 2020.
Tobias Bech joue son premier match avec l'équipe du Danemark espoirs le 17 novembre 2022, lors d'un match amical contre la Suède. Il est titularisé et les deux équipes se neutralisent (2-2 score final).

## Palmarès
Viborg FF
- Championnat du Danemark D2 (1) :
  - Champion : 2020-21.